# 窪田登
窪田 登（くぼた みのる、1930年4月29日 - 2017年8月20日）は、日本の元ボディビルダー、元重量挙げ選手。吉備国際大学名誉教授、早稲田大学名誉教授。

## 人物・来歴
岡山県倉敷市に生まれる。兄の影響でウエイトトレーニングを始め。1947年の第1回関西重量挙げ選手権ではライト級第2位となる。1952年、日本ウエイトリフティング協会が開催したボディコンテスト「ミスター日本コンテスト」にて優勝。このコンテストが日本ボディビル協会（のちの日本ボディビル連盟）設立のきっかけとなる。
旧制倉敷高校・新制倉敷高校（現・岡山県立倉敷青陵高等学校）を経て、早稲田大学第一法学部を卒業。1960年、ローマオリンピック・ウエイトリフティング競技に出場し、ライトヘビー級7位。1991年、NSCAジャパン初代理事長に就任（1999年9月まで）。ボディビル・ウェイトトレーニング関連の著書・訳書を多く手掛け、ボディビル競技の普及に貢献した。
2002年4月 - 2004年3月、吉備国際大学学長を務める。
2006年、瑞宝中綬章を受章。

## 著書
- 『ボディ・ビルディング入門』小藤書店、1955年
- 『新ボディ・ビル入門』ベースボールマガジン社、1972年
- 『スポーツ選手の種目別筋力トレーニング』大泉書店、1989年
- 『私のウエイト・トレーニング50年』体育とスポーツ出版社、1998年
- 『筋力トレーニング法100年史』体育とスポーツ出版社、2007年